# Flags
| Críticas profissionais | Críticas profissionais |
| Avaliações da crítica  | Avaliações da crítica  |
| Fonte                  | Avaliação              |
| ---------------------- | ---------------------- |
| allmusic               | [ 1 ]                  |
| Jesus Freak Hideout    | [ 2 ]                  |

Flags é o terceiro álbum de estúdio da cantora Brooke Fraser, lançado a 8 de outubro de 2010.

## Faixas
Todas as faixas por Brooke Fraser, exceto onde anotado.
1. "Something in the Water" (Brooke Fraser, Scott Ligertwood) — 3:02

## Lançamento
Flags foi lançado pela Sony Music Entertainment na Austrália a 8 de outubro, e na Nova Zelândia a 11 de outubro. A Wood and Bone lançou o álbum no Reino Unido e nos Estados Unidos a 12 de outubro.

## Desempenho nas paradas musicais
| Parada musical (2008)               | Posição |
| ----------------------------------- | ------- |
| Nova Zelândia - RIANZ               | 1       |
| Estados Unidos - Folk Albums        | 4       |
| Alemanha - Media Control Charts     | 6       |
| Estados Unidos - Independent Albums | 9       |
| Estados Unidos - Digital Albums     | 14      |
| Estados Unidos - Billboard 200      | 59      |